# Galgenveld (Nijmegen)
Galgenveld is een stadswijk in Nijmegen. De wijk is gelegen in het stadsdeel Nijmegen-Oost en ligt ten zuiden van het stadscentrum. Op 1 januari 2023 telde de wijk 6.890 inwoners, verdeeld over 2.739 woningen, met een gemiddelde WOZ-waarde van € 544.000, op een oppervlakte van 0,99 km².

## Beschrijving
De wijk is gebouwd in verschillende periodes. Het oudste gedeelte dateert uit de 19e eeuw en ligt binnen de zogenaamde "19e-eeuwse schil". De Indische buurt dateert uit de jaren 20 van de twintigste eeuw, de Professorenbuurt uit de jaren 50. In de laatste buurt staat de Dominicuskerk uit 1951. Ook het studentenwooncomplex Galgenveld bevindt zich in de Professorenbuurt.

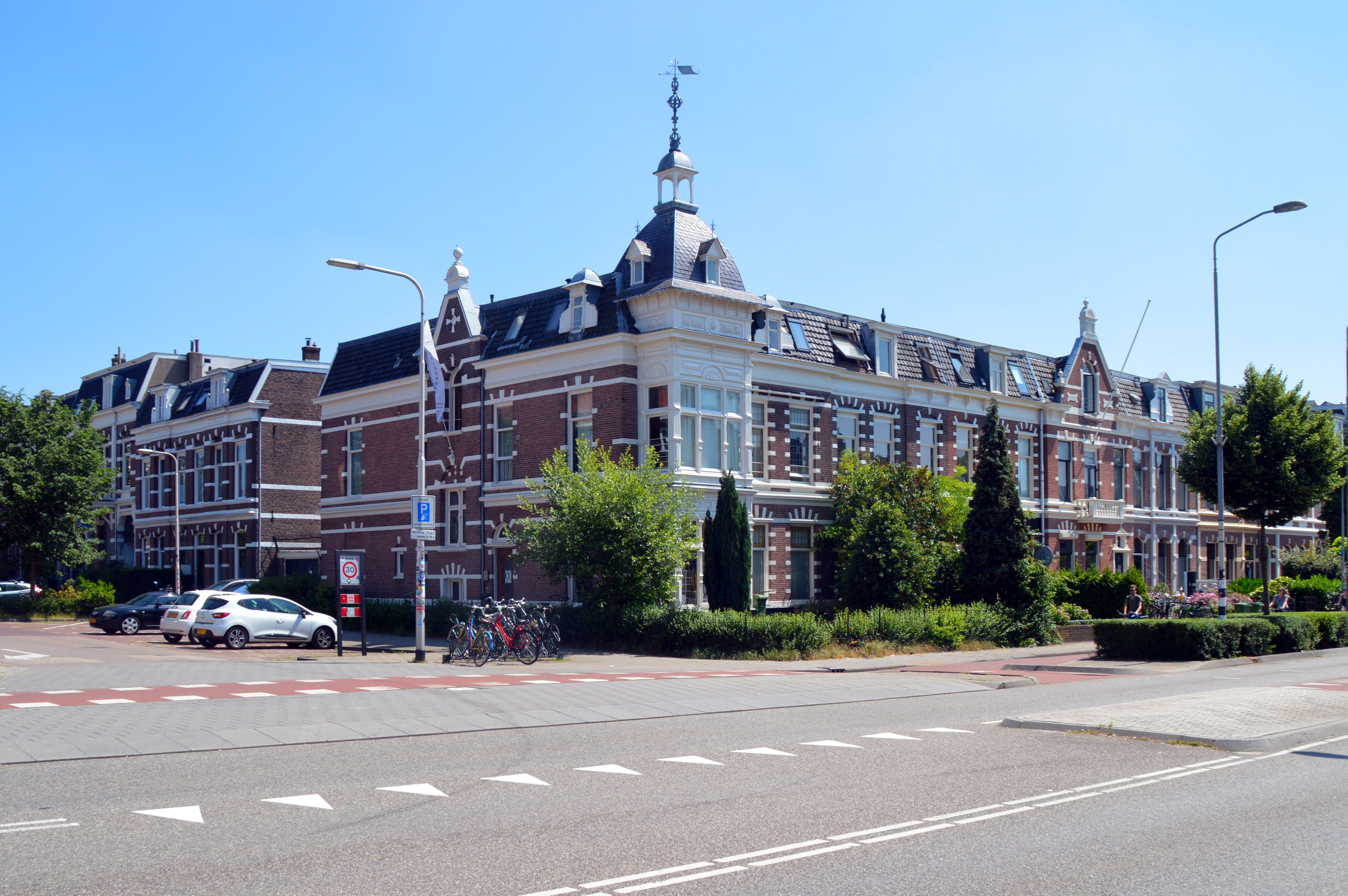
Hoek Sint Annastraat en Fransestraat

Aan de Professor Cornelissenstraat staat een monumentaal poortje uit de 17e eeuw. Dit was een onderdeel van het oorspronkelijke Oud Burgeren Gasthuis, dat eeuwenlang in het centrum van Nijmegen gevestigd was. Toen dit gebouw gesloopt werd en er een nieuw bejaarden- en verzorgingstehuis (het huidige OBG) werd gerealiseerd in de wijk Galgenveld, heeft men het poortje behouden en verplaatst naar de nieuwe locatie.
In de wijk bevinden zich twee grote uitvalswegen; St. Annastraat, en de Groesbeekseweg.
De wijk kent veel eclectische bouwstijl, de neorenaissance en andere neostijlen, maar ook Zwitserse chaletstijl en art nouveau

## Geschiedenis
De naam Galgenveld, tot 1960 Galgeveld genoemd, verwijst naar het feit dat op er zich op de plaats waar nu deze wijk ligt (tussen de Fransestraat en de Groenewoudseweg) ooit een galgenveld heeft bevonden waar doodvonnissen werden voltrokken. Op een stadsrekening uit 1611 voor een nieuwe galg, valt te lezen dat de galg was geplaatst ‘op der Stadts Daell’ waar waarschijnlijk ook het huidige Galgenveld toe behoorde.
Het gebied rond Nijmegen was al in de Karolingische tijd gedeeltelijk ontgonnen. Het werd door de stad voor allerlei zaken gebruikt zoals; voedselvoorziening, terechtstellingplaatsen, melaatsenhuis, afvalkuilen en molens.

### Stadsuitleg
Vanaf eind 19e eeuw werden er rondom het – toen nieuw aangelegde – Keizer Karelplein gerespecteerde publieke voorzieningen gepland, zoals Concertgebouw de Vereeniging. Naar Parijs’ voorbeeld werden in het gehele gebied ruime en statige straten, pleinen en parken ontworpen. Aan de voornaamste wegen(singels en uitvalswegen) werden voorname herenhuizen en villa’s gebouwd. De gebieden ertussen werden vroeg in de stadsuitleg opgevuld met eenvoudigere woningen.
In de periode 1946-1970 lag in het zuiden van de wijk een tweede Indische buurt. 
Vanwege woningtekort werden op tal van plaatsen noodwoningen gebouwd. In Nijmegen verrezen vijf complexen noodwoningen. Een daarvan was ‘Complex V’. Deze buurt is bekend geworden als 'Gouverneursbuurt' vanwege de ligging van het complex, even ten zuiden van de Indische buurt. De straten werden vernoemd naar acht voormalige gouverneurs-generaal van Nederlands-Indië.

## Onderwijs
De wijk telt drie basisscholen en één middelbare school: basisschool Klein Heyendaal, basisschool Montessorischool, Vrijeschool Meander en de Jorismavo.

## Markante bouwwerken
Aan de Groesbeekseweg staat onder andere de Antonius van Paduakerk, een creatie van architect Jos Margry uit 1917.

## Fotogalerij

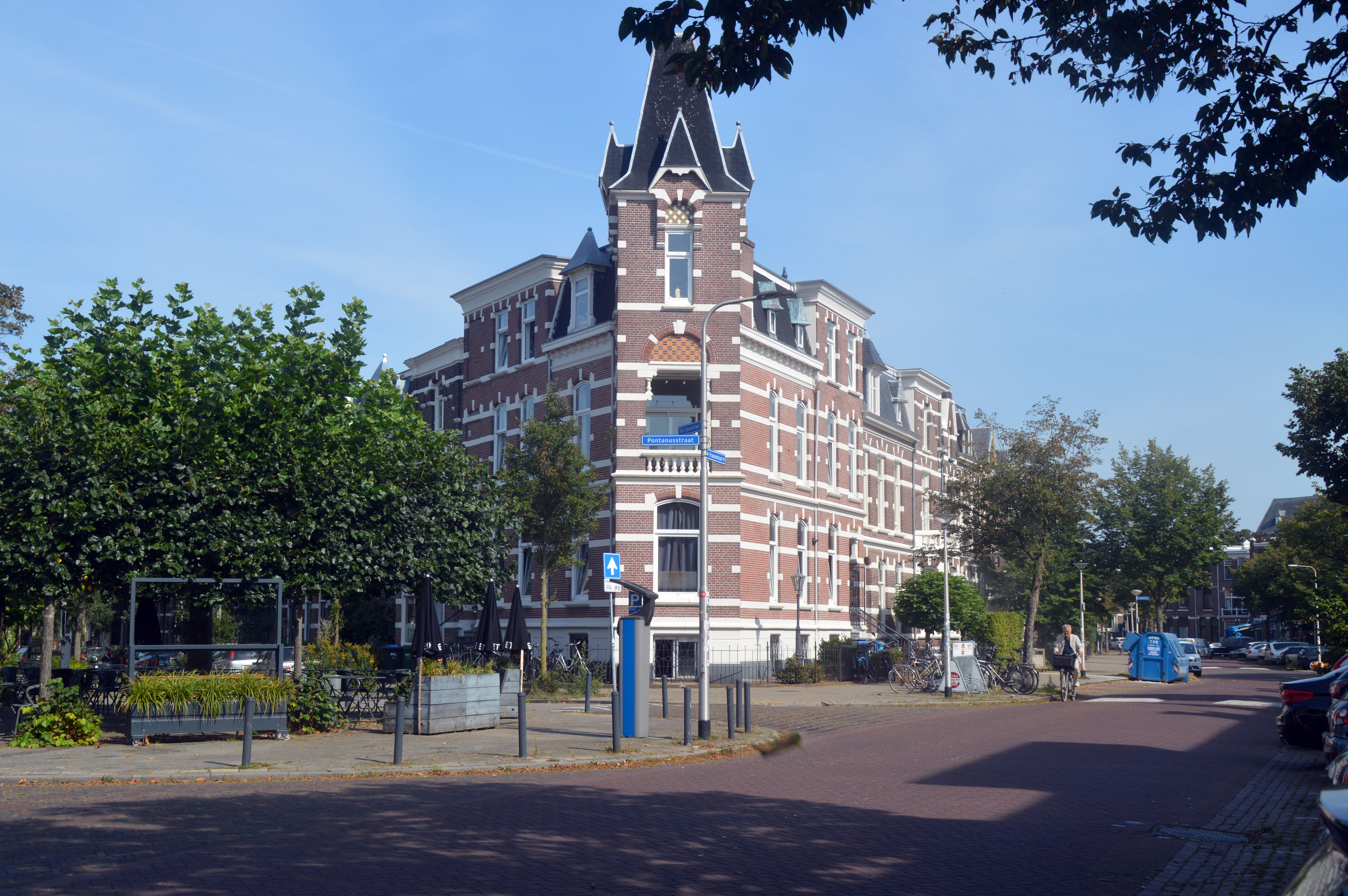
Hoek Van Spaenstraat en Fransestraat.
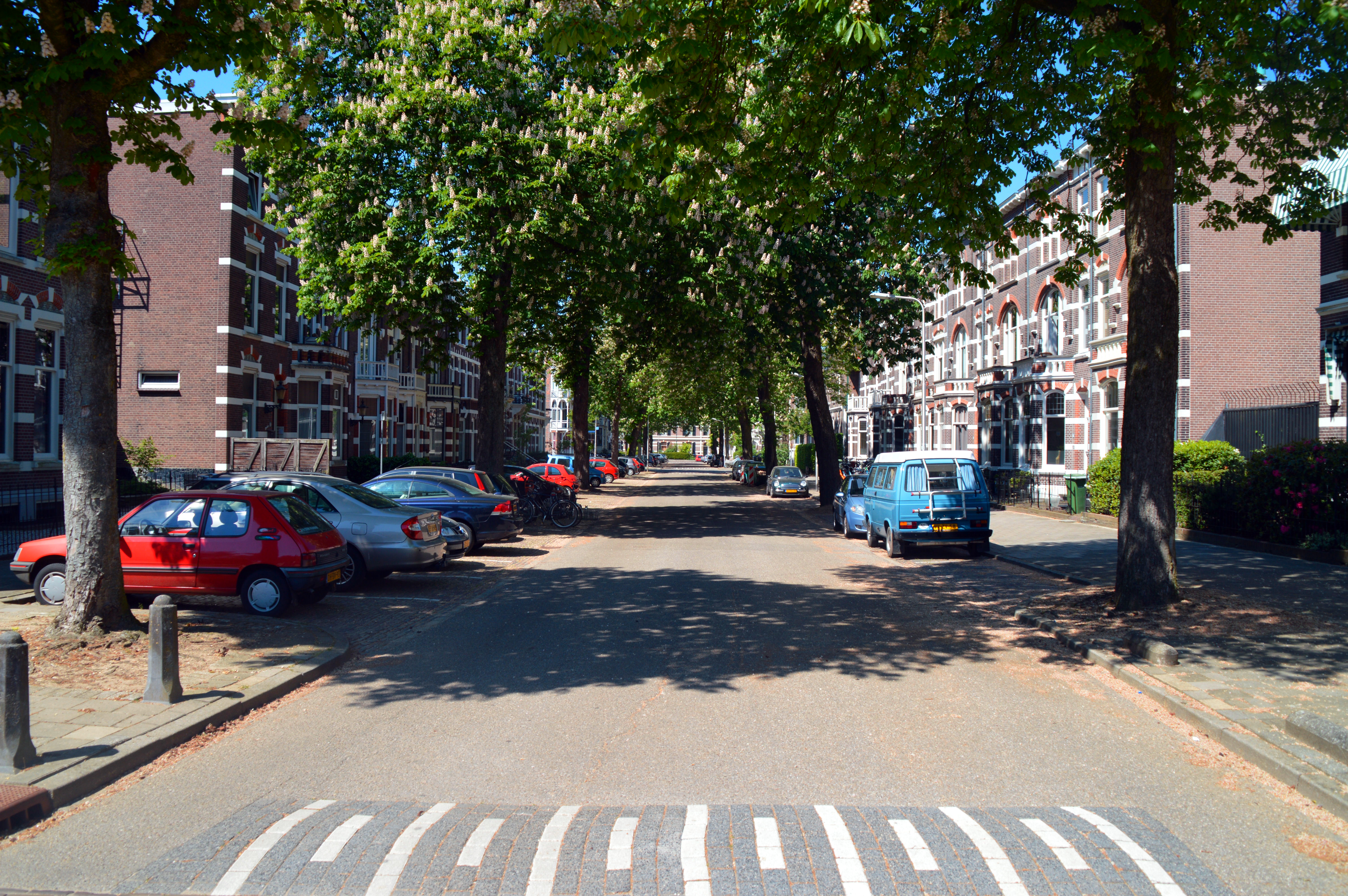
Van Slichtenhorststraat
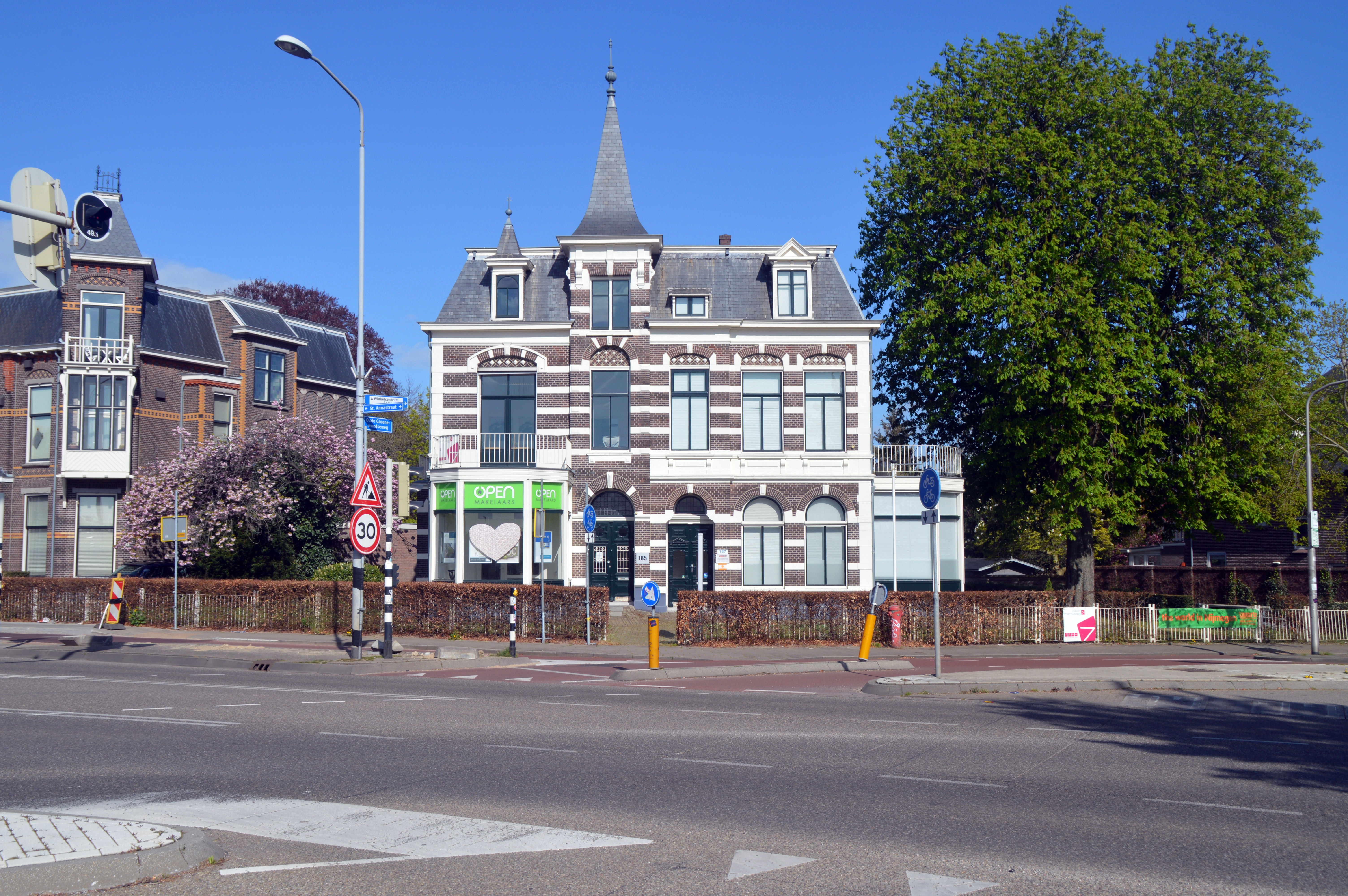
Huize Roxane St. Annastraat 185-187 c. 1906
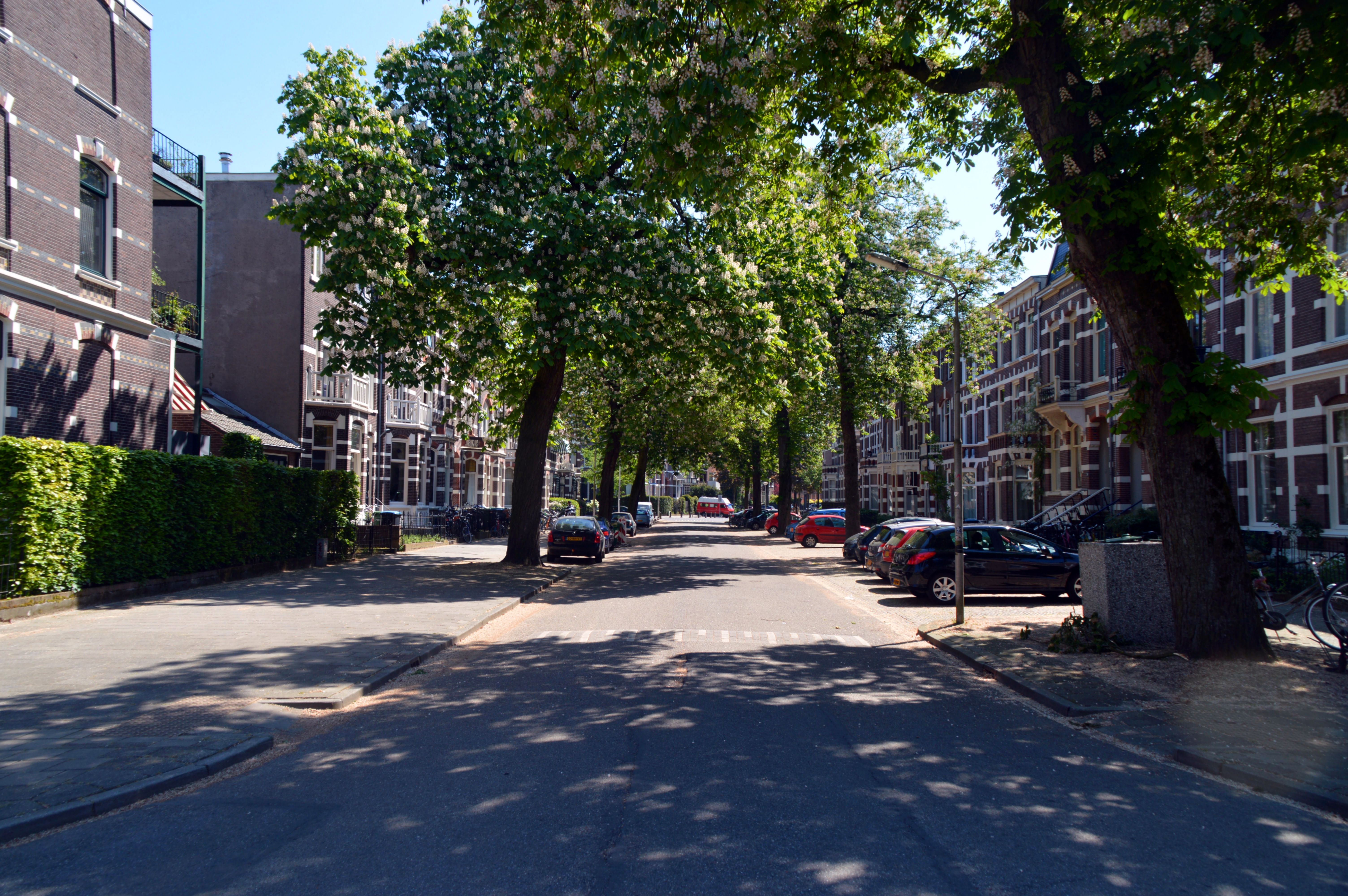
Van Slichtenhorststraat richting oosten
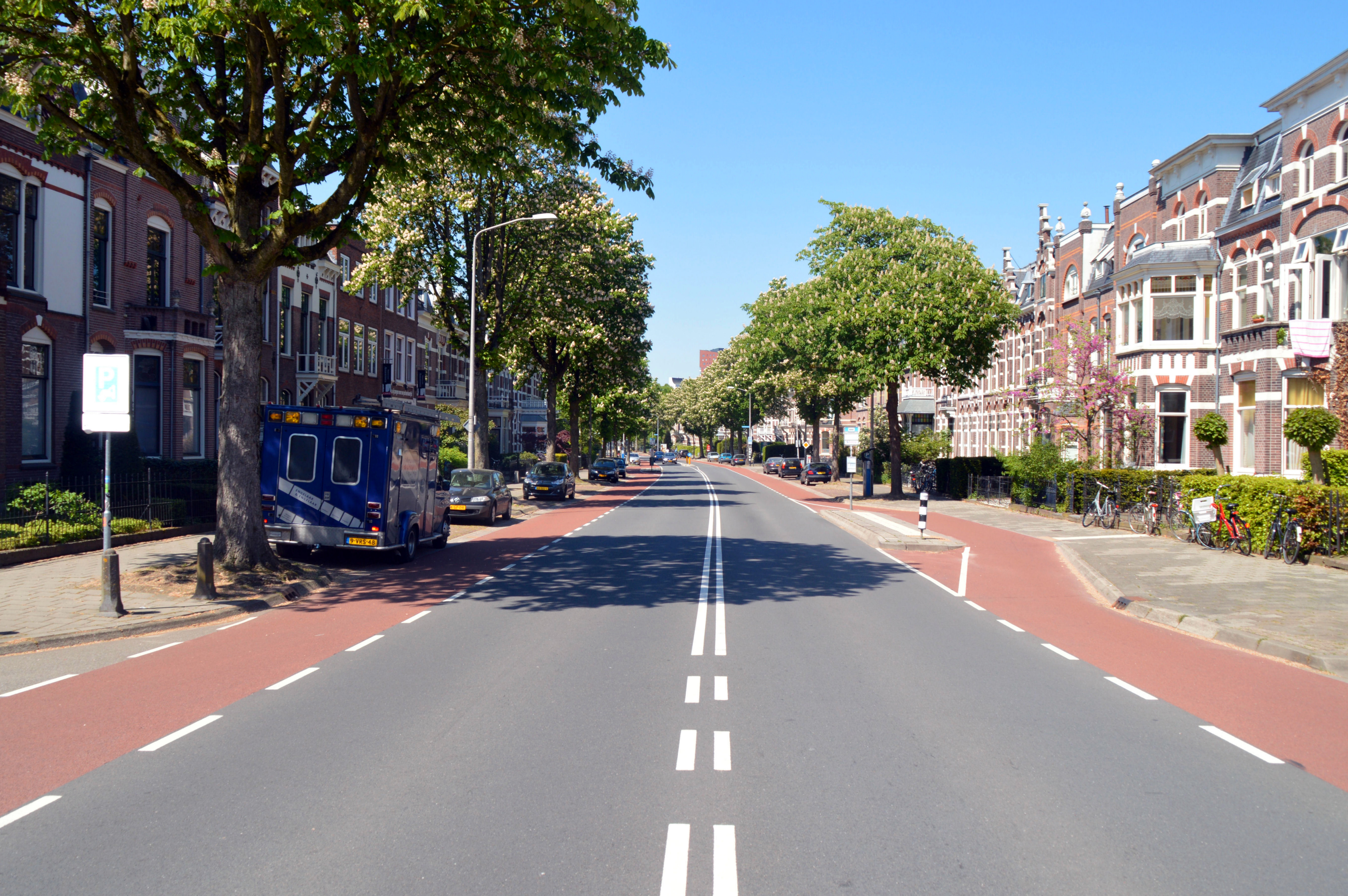
Groesbeekseweg richting Keizer Karelplein
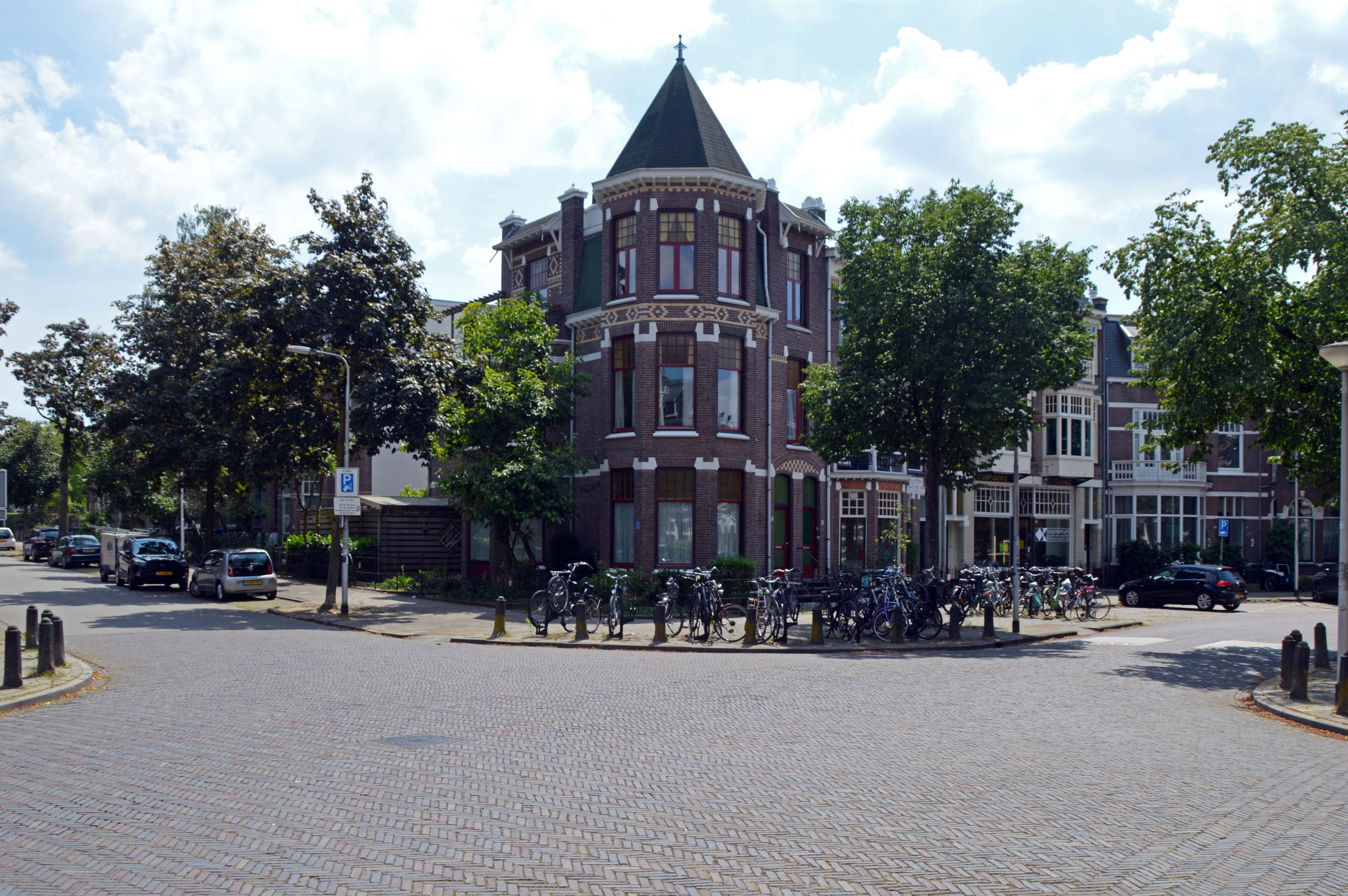
Hoekhuis Van Slichtenhorststraat en Fransestraat in art nouveau (jugendstil) stijl uit 1906
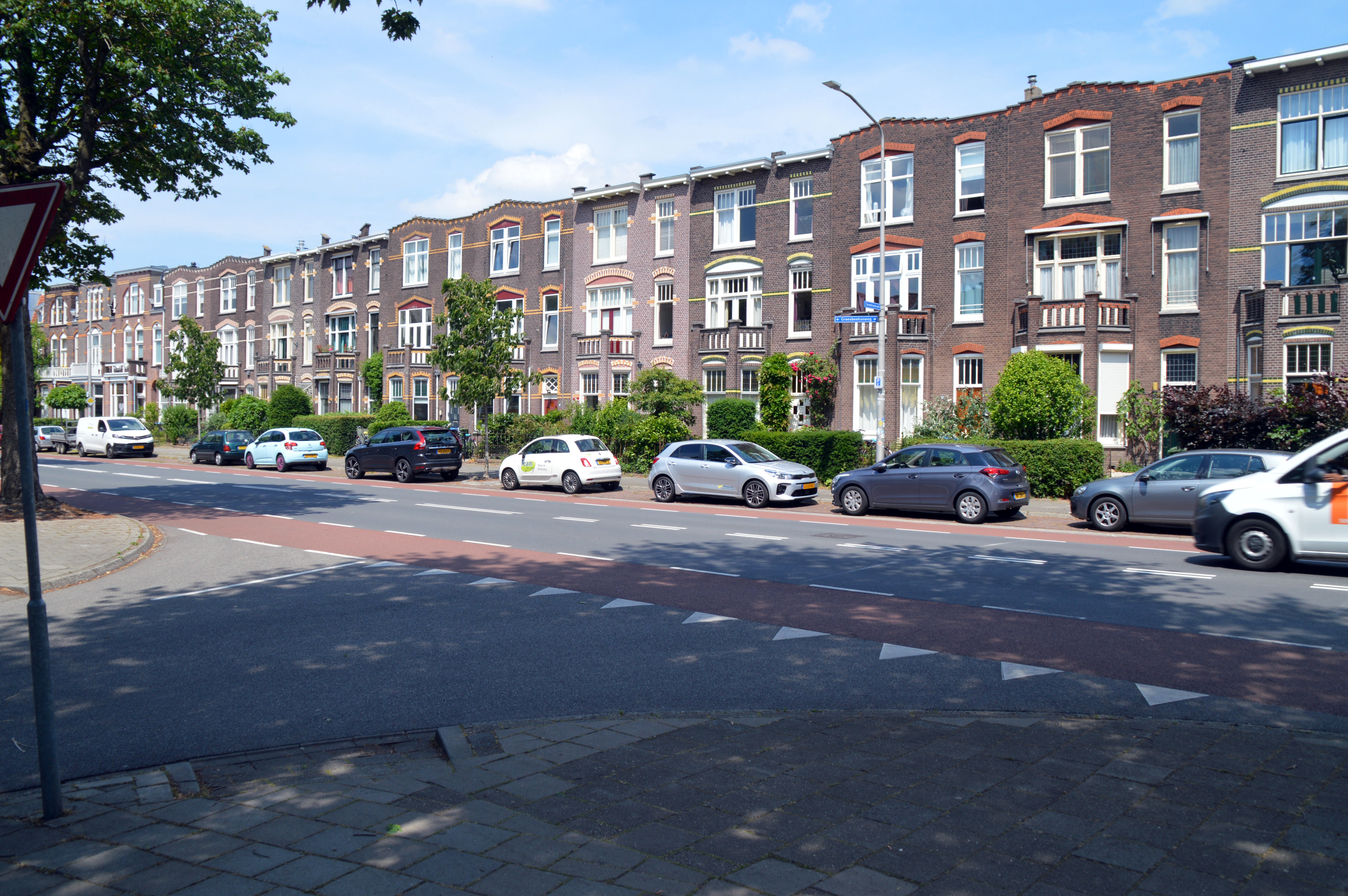
Groesbeekseweg kruising Sumatrastraat, Eclectische middenstandswoningen met elementen van art nouveau (jugendstil)
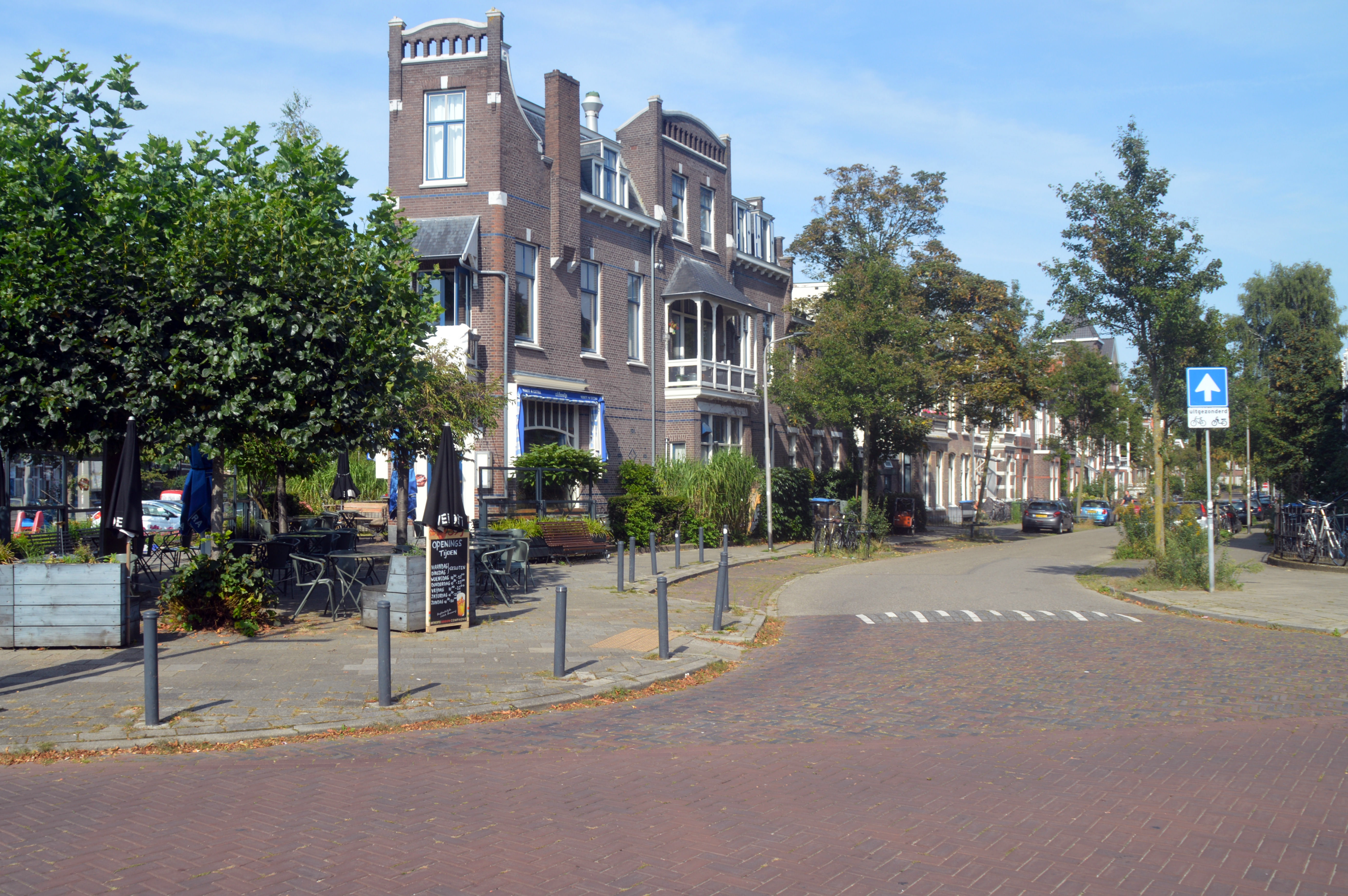
Hoek Pontanusstraat en Van Spaenstraat.
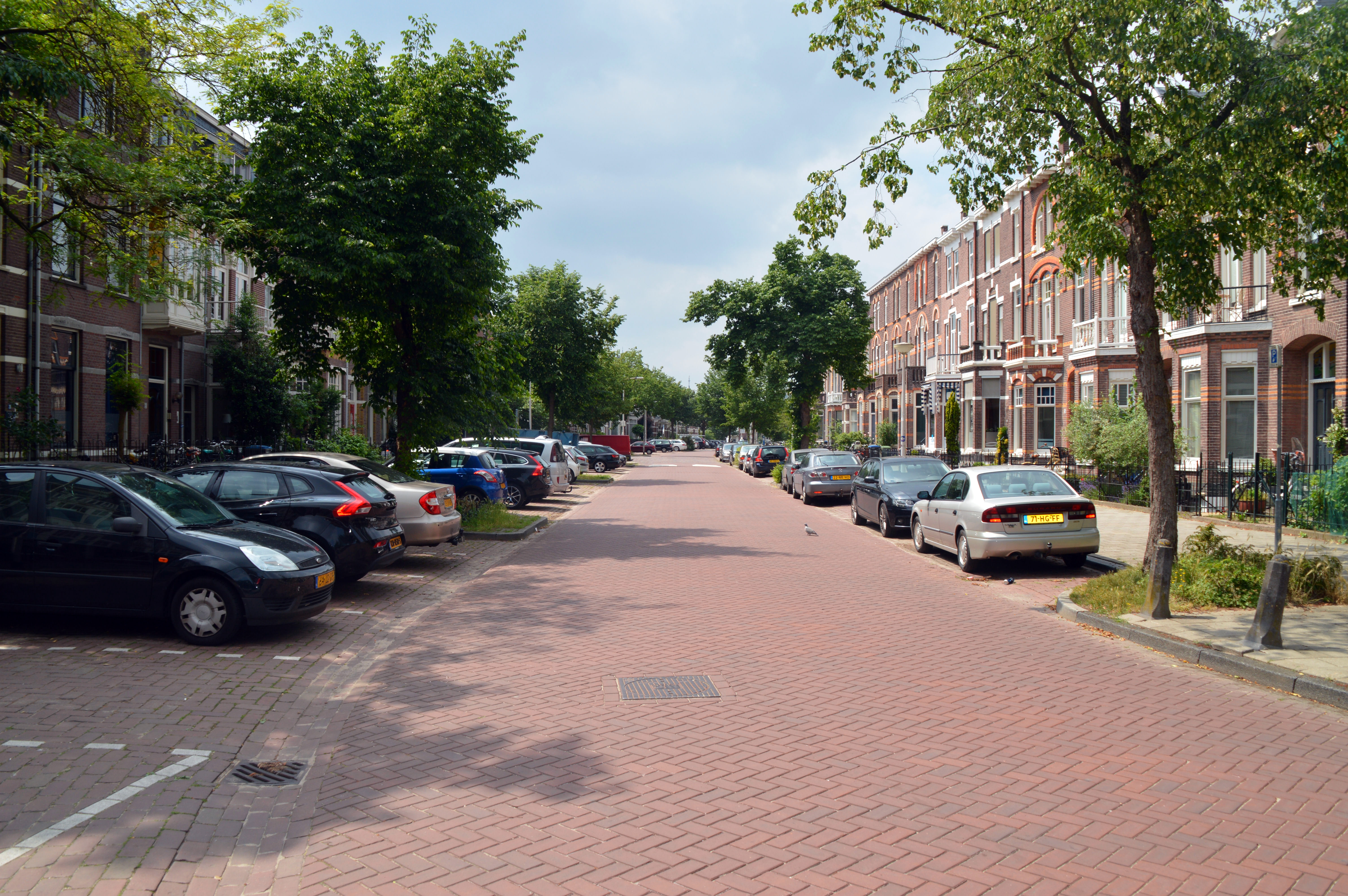
Fransestraat
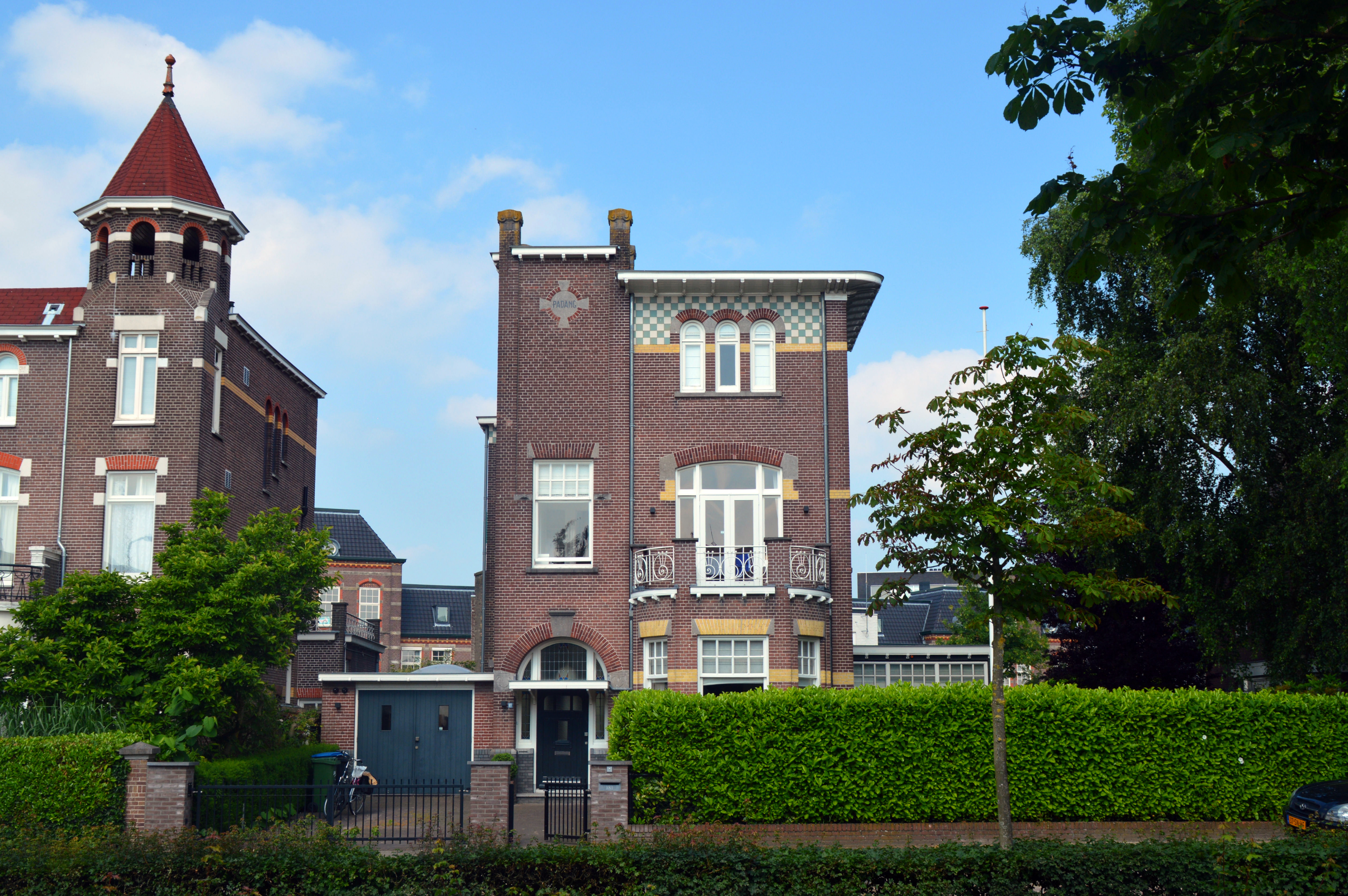
Villa Padang, Groesbeekseweg 181 c. 1910
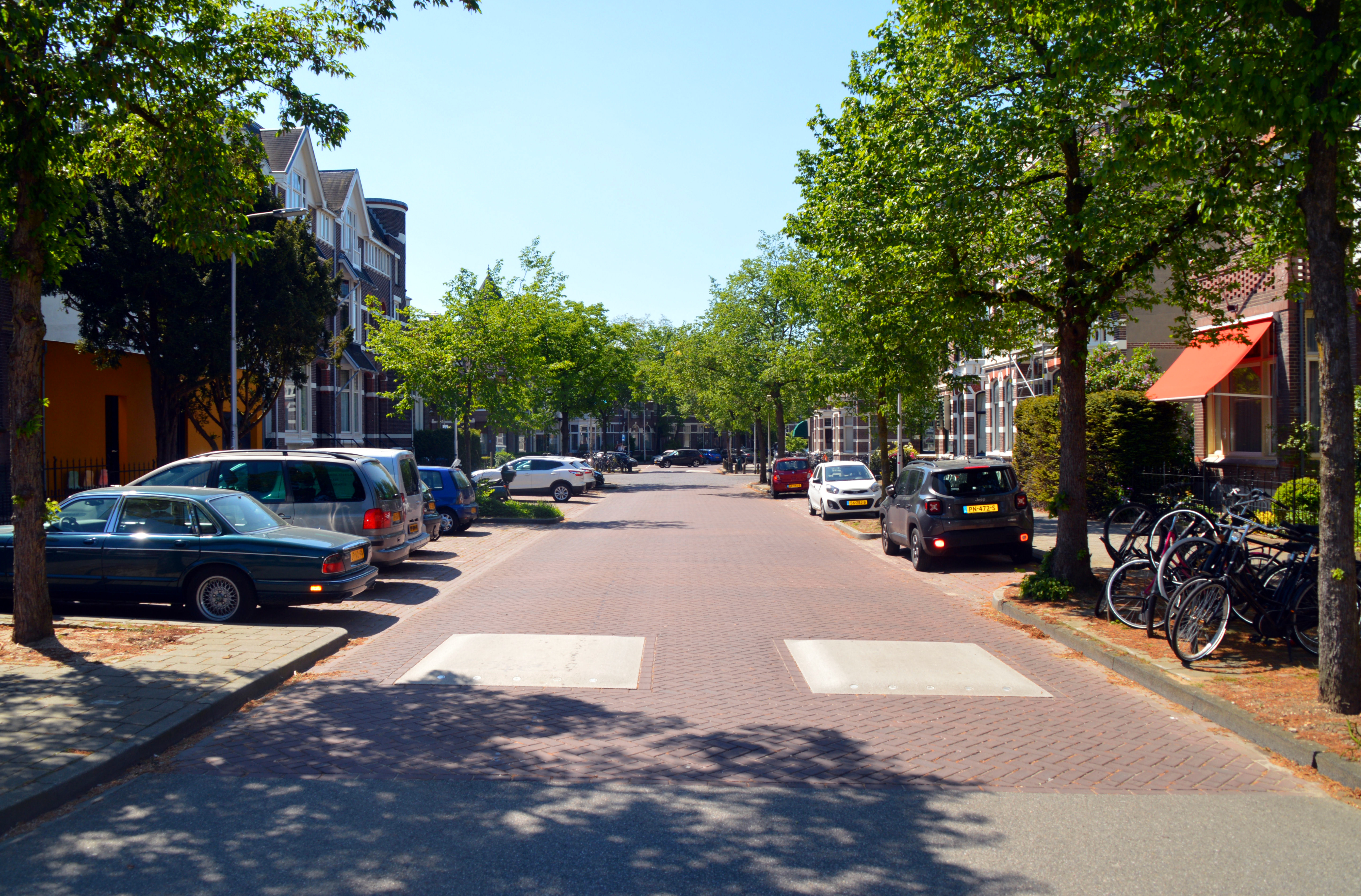
Fransestraat korte stuk
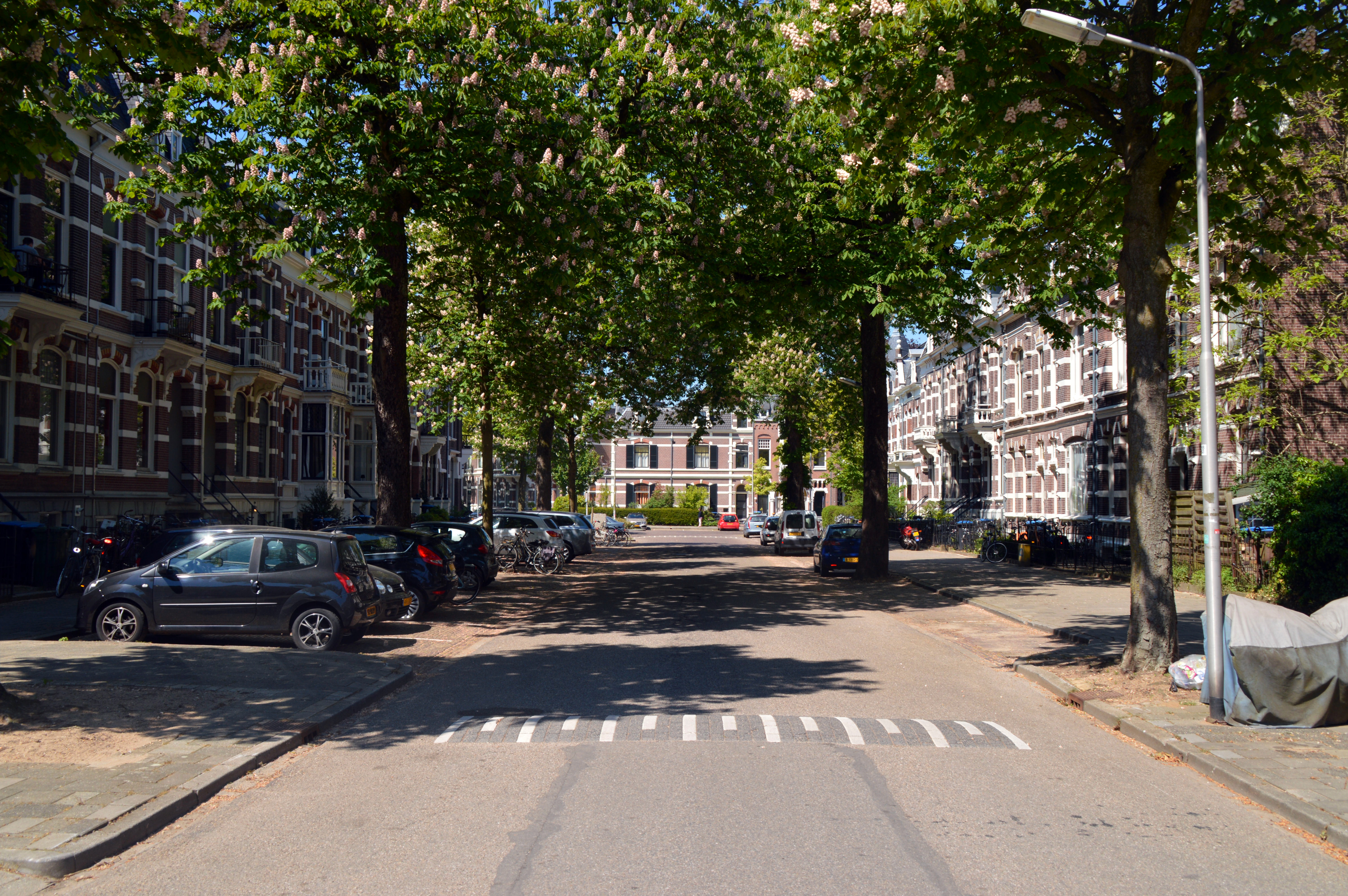
Van Slichtenhorststraat richting St Annastraat
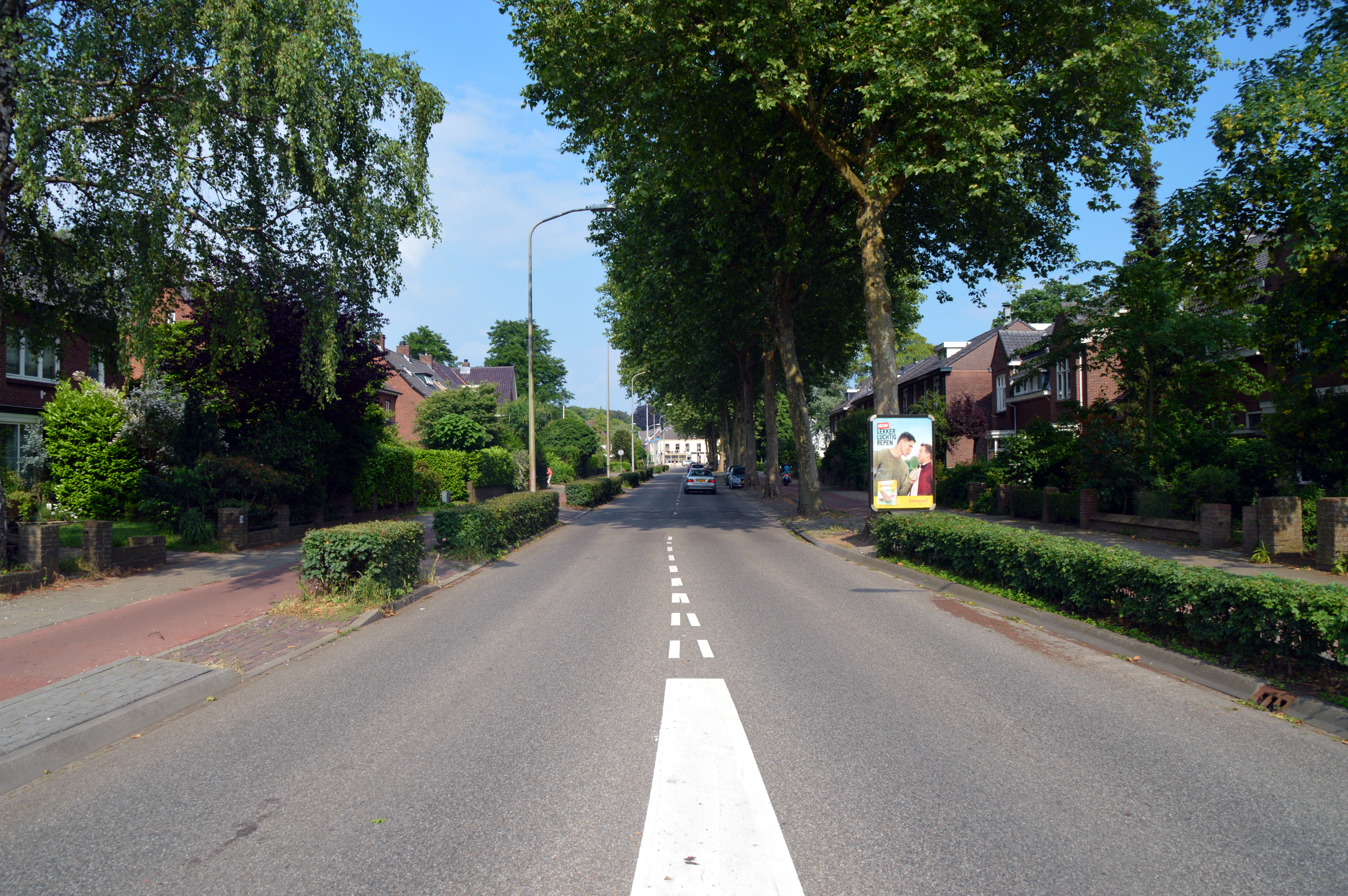
Groenewoudseweg

## Wetenswaardigheden
- Een studentencomplex van de SSH& in de wijk draagt tegenwoordig de naam Galgenveld.